# Mohammad Alí Shah Qayar
Mohammad Alí Shah Qayar (en  persa, محمدعلی شاه قاجار) (Tabriz, Irán, 21 de junio de 1872-San Remo, 5 de abril de 1925) fue el sexto sah (título que reciben desde la Antigüedad los monarcas de Irán) de la dinastía Qayar,  que reinó entre 1907 y 1909. Se opuso al régimen constitucional instaurado por su padre Mozaffareddín Shah e hizo cañonear la Asamblea de Consulta Nacional, dando paso a un período de guerra civil que concluyó con la toma de Teherán por las fuerzas constitucionalistas y su huida del país.

## Biografía

### Infancia y principado
Mohammad Alí Shah Qayar nació en Tabriz, capital del Azerbaiyán iraní, el 21 de junio de 1872, primogénito del entonces príncipe heredero iraní Mozaffareddín Shah Qayar y de Taŷ ol-Moluk, hija del sadr-e aʿzam modernizador Amir Kabir y de la princesa Ezzat od-Doulé —hija a su vez de Nasereddín Shah Qayar y de su esposa Mahd-e Oliá—. Su madre recibió tras dar a luz el título de Omm ol-Jaqán («madre del jaqán).
Tras el asesinato de Nasereddín Shah por Mirza Reza Kermani el 30 de abril de 1896 y la coronación de su padre, Mohammad Alí Mirzá adquirió como príncipe heredero, según la costumbre de los Qayar, la gobernación de Azerbaiyán. Pocas semanas después, recibió de la Sublime Puerta, prisioneros, al intelectual nacionalista Mirzá Aqa Jan Kermaní y a varios partidarios del panislamista Seyyed Yamaloddín Asadabadí, acusados de estar implicados en el magnicidio. Mohammad Alí Mirzá los hizo ejecutar y envió a su padre sus cadáveres, rellenos de paja.
Durante su juventud, el príncipe heredero quedó marcado por la pujanza del Imperio ruso, que tras arrebatar a los Qayar las provincias del Cáucaso por el Tratado de Turkmanchai de 1828, ejercía gran influencia en todo el norte de Irán. Su propia instrucción en Tabriz corrió a cargo del institutor Seraya Shapshal, Adib os-Soltán, de quien aprendió la lengua y la cultura rusas.
La primera esposa de Mohammad Alí Mirzá fue Malih os-Saltané, hija de Mirzá Yusef Jan Bayán ol-Mamalek y bisnieta de Fath Alí Shah Qayar, con quien tuvo un único hijo, Hosein Alí Mirzá Etezad os-Saltané. Después se casó con Malaké Yahán, hija del príncipe Kamrán Mirzá y nieta de Nasereddín Shah. Con ella tuvo seis hijos, cuatro varones —Ahmad Shah, Mohammad Hasán Mirzá, Soltán Mahmud Mirzá y Soltán Mayid Mirzá—, y dos mujeres —Asié y Jadiyé—.

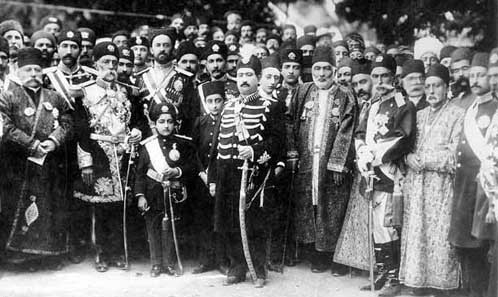
Mohammad Alí Shah rodeado de cortesanos.

### Reinado
Mohammad Alí Mirzá se trasladó a Teherán en diciembre de 1906, estando su padre enfermo y la primera Asamblea de Consulta Nacional terminando la elaboración de la primera ley fundamental iraní. Como príncipe heredero, Mohammad Alí Mirzá había apoyado a los constitucionalistas por miedo a que estos se acercaran a su tío paterno Zell os-Soltán y lo llevaran al trono. Sin embargo, desde el mismo día de su coronación como Mohammad Alí Shah se opuso a la constitución aprobada por su padre días antes de morir, no invitando a la ceremonia a los diputados. Se resistió a firmar la constitución tratando de sustituir el término mashruté (مشروطه, «condicionado al orden constitucional») por el más religioso mashruʿé (مشروعه, «legítimo, acorde a la Sharia».  En junio de 1908, en medio de una tensión creciente en la que el sah había mandado disolver la asamblea y declarado abolida la constitución por considerarla contraria a la ley islámica,, con los parlamentarios impulsando una reforma fiscal que reduciría drásticamente los ingresos de la Corona y, por parte de algunos liberales, proyectos de secularización que enajenaron a los constitucionalistas a gran parte del clero —fundamentalmente al sheij Fazlollah Nurí—, pero debilitados por la pérdida del apoyo británico tras la entente anglo-rusa de 1907, por la que las dos potencias se repartían Irán en dos zonas de influencia, Mohammad Alí Shah se sintió lo suficientemente fuerte como para atacar de forma radical el nuevo sistema. Tras repartir 10 000 libras esterlinas entre los 1 000 soldados cosacos que guardaban Teherán, declaró la ley marcial y designó al coronel Vladímir Liajof como gobernador militar de la capital. Liajof cerró todos los periódicos, prohibió toda reunión pública, mandó arrestar a los diputados más influyentes y mandó a sus soldados ocupar la central de telégrafos y bombardear el edificio del parlamento el día 23 de junio, causando —según informes de la embajada británica— la muerte de 250 personas. Tres diputados fueron ejecutados en los jardines reales: Mirzá Yahangir Sur-e Esrafil, Malek ol-Motekallemín y uno más.

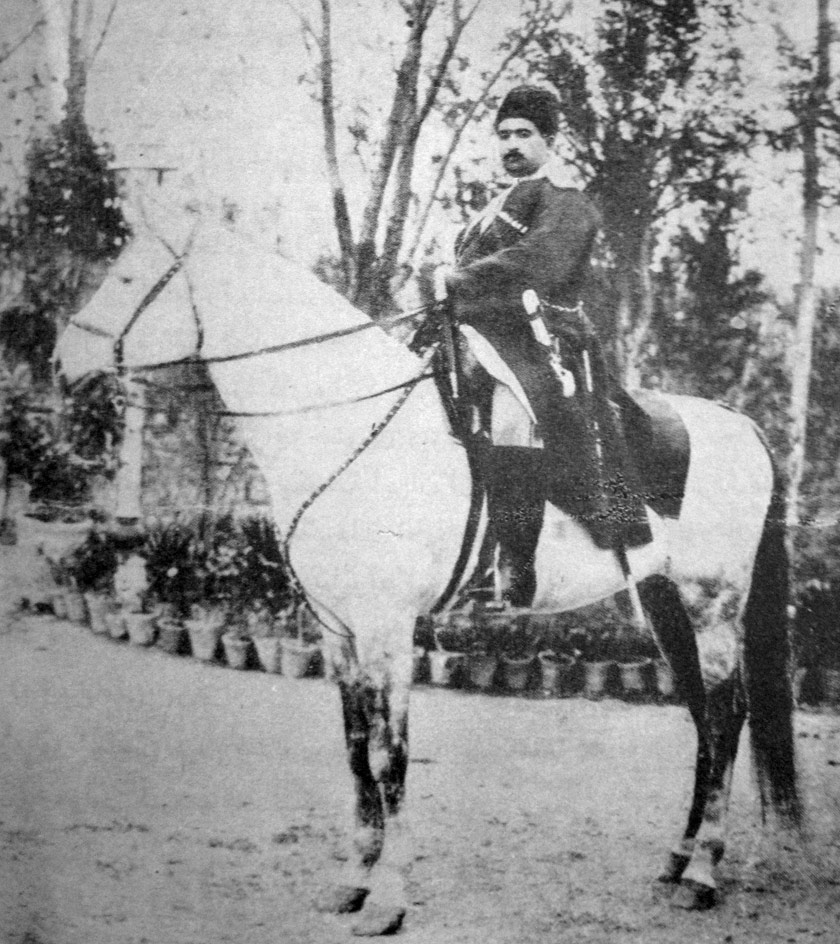
Mohammad Alí Shah a caballo y con uniforme de cosaco.

Con Teherán controlado por la guardia cosaca, las tropas monárquicas trataron de controlar las demás ciudades de Irán. El primer y mayor foco de resistencia al golpe de Estado real apareció en Tabriz, encabezado por los revolucionarios Sattar Jan y Baqer Jan. Se les unieron un millar de milicianos de Teherán, Mashhad, Rasht y muyahidines del Cáucaso coordinados por los socialdemócratas rusos, la Federación Revolucionaria Armenia liderada en Rasht por Yeprem Jan y el partido iraní Hekmat de Bakú.  A esas fuerzas se sumaron las bajtiaríes del Sardar Asad y las de Mohammad Valí Jan Tonekaboní, con lo que en julio de 1909, tras un año de guerra, los constitucionalistas tomaron Teherán.

### Caída y exilio
Mohammad Alí Shah se refugió en la embajada rusa, que le asignó una suma de 100 tomanes mensuales hasta que las fuerzas constitucionalistas forzaron su huida a Odesa. En 1911 desembarcó en Astarabad, Irán, con la intención de recuperar el poder, pero sus fuerzas fueron derrotadas y él huyó a Rusia, donde permaneció en Rusia hasta que en 1920, su asignación fue suprimida por las autoridades soviéticas, con lo que emigró a la Constantinopla de finales del Imperio otomano y finalmente a San Remo, en Italia, donde falleció el 5 de abril de 1925. Sus restos fueron enterrados en el santuario del Imam Husayn, en la Kerbala bajo mandato británico.
Tras la huida de Mohammad Alí, los revolucionarios constitucionalistas coronaron a su hijo de 12 años como Ahmad Shah, último sah de la dinastía Qayar, el 16 de julio de 1909. A partir de Mohammad Alí Shah, todos los sah de Irán murieron en el exilio.

## Títulos y tratamientos
Esta tabla aún no está actualizada. Puedes contribuir aportando información sobre títulos y tratamientos de esta persona.